# Joe Magliocco
Joseph „Joe” Magliocco (ur. 29 czerwca 1898, zm. 28 grudnia 1963) – jeden z czołowych gangsterów nowojorskiego świata zorganizowanej przestępczości tzw. Syndykatu.

## Życiorys
Urodził się we włoskim miasteczku Castellammare del Golfo na Sycylii.
Posługiwał się pseudonimem „Joe Malayak” i zajmował się nielegalnym hazardem oraz „włoską loterią” (tzw. gry i zakłady liczbowe). Po raz pierwszy został aresztowany w 1928 roku.
W 1931 roku po zakończeniu wojny castellammaryjskiej Joe Profaci stanął na czele jednej z pięciu rodzin mafijnych Nowego Jorku, zaś Joe Magliocco został jego „prawą ręką”. Stanowisko zastępcy pełnił przez 31 lat do roku 1962, kiedy Profaci zmarł. Uczestniczył w obradach słynnej Konferencji w Apalachin.
W 1962 roku stanął na czele rodziny Profaci, jednakże nie był na tyle sprawnym i skutecznym szefem, co poprzednik – dał się zdominować innemu bossowi Joemu Bonannie na tyle, iż wziął udział w jego planach wyeliminowania innych bossów – Carla Gambiny i Tommy'ego Lucchesego.
Bonanno przekonany o swej sile sądził, że może im rzucić wyzwanie i pozbyć się konkurentów. Dodatkowym atutem był fakt, że inny boss, Vito Genovese, przebywał w więzieniu, skazany za handel narkotykami.
Magliocco zdradził plan Joemu Colombie, który przewidywał, że taki konflikt pociągnie wiele ofiar po obu stronach. Zdawał sobie również sprawę, że Gambino i Lucchese mają przewagę. Nie czekając na dalszy obrót sytuacji, poinformował niedoszłe ofiary o spisku.
Pilnie – na wniosek Carla Gambiny – zwołano Komisję Syndykatu, przed obliczem której stanął Magliocco. Wezwany przyznał się i został ukarany grzywną w wysokości 50 000 dolarów); Bonanno odmówił przybycia. Konflikt ten został nazwany później wojną bananową.
Schorowany Joe Magliocco został zmuszony do ustąpienia ze stanowiska szefa rodziny Profaci. Zmarł na atak serca i został pochowany na Long Island w Nowym Jorku. W 1969 roku jego zwłoki zostały ekshumowane, gdyż istniało podejrzenie, że zmarł otruty; autopsja nie wykazała obecności trucizny.
Nowym szefem rodziny Profaci został Joe Colombo.